# 1775 en philosophie
Chronologie de la philosophie
- 1771
- 1772
- 1773
- 1774
- 1775
- 1776
- 1777
- 1778
- 1779

L’année 1775 a été marquée, en philosophie, par les événements suivants :

## Publications
- Antoine Arnauld :  Œuvres complètes, Lausanne, 42 vol in-4°, 1775 à 1781. Liste des volumes en ligne, sur wikisource.
- Emmanuel Kant : Des différentes races humaines.